# إدغار هولت
إدغار هولت (بالإنجليزية: Edgar Holt)‏ هو مدير فني أمريكي، ولد في 1900، وتوفي في 1975.